# Юшков, Юрий Владимирович
Юрий Владимирович Юшков (15.04.1921, село Девятины, Ленинградской (позднее Вологодской) области —29.01.1993, Москва) — Герой Социалистического Труда (1974).

## Биография
Окончил судостроительный техникум; Ленинградское военно-инженерное училище (1941); Военную академию тыла и транспорта (г. Ленинград, 1956), инженер-строитель.
Ветеран Великой Отечественной войны. Принимал участие в обороне Москвы, участник парада 7 ноября 1941 года на Красной площади. Воевал на Калининском, Западном, 3-м Украинском фронтах в качестве командира взвода, командира роты, заместителя командира батальона в составе 11-я штурмовой инженерно-сапёрной Запорожско-Будапештской Краснознамёной орденов Кутузова и Богдана Хмельницкого бригады. Был тяжело ранен в декабре 1942 года подо Ржевом. Участник форсирования Днепра (1943). Войну закончил в звании капитана в Праге (1945).
В 1946—1948 гг. — преподаватель Днепропетровского инженерно-строительного института; в 1948—1951 гг. — начальник штаба понтонно-мостового батальона группы советских войск в Германии; в 1956—1965 гг. — начальник управления в системе Госстроя (строительство автомобильных дорог и аэродромов на Целине в Казахстане); в 1965—1976 гг. — управляющий трестом «Тюменьдорстрой»; в 1976—1983 — управляющий трестом «Белдорстрой» (г. Минск), в 1983—1986 — управляющий трестом «Магистральдорстрой» (г. Серпухов, Московская область), в 1986—1987 годах работа в качестве инженера -дорожника в Демократической Республике Афганистан.
Под его руководством построено более 2000 км автомобильных дорог, аэродромы в городах СССР, в том числе Тюмени, Сургуте, Нижневартовске, Ханты-Мансийске, Нефтеюганске, Салехарде, Минске и др., разработаны и внедрены новые конструктивные и технологические решения, позволившие создать развитую сеть автодорог и аэродромов в необжитых и труднодоступных районах Западной Сибири.

## Награды и звания
- Медаль «Серп и Молот» Героя Социалистического Труда (1974)
- Орден Ленина (1974)
- Орден Отечественной войны I степени
- Орден Отечественной войны II степени
- Орден Трудового Красного Знамени
- два ордена Красной Звезды
- две медали «За боевые заслуги» и другие медали
- Заслуженный строитель РСФСР (1974)
- Подполковник запаса.